# Bahnbetriebswerk Rendsburg

Lageplan Bw Rendsburg

Das Bahnbetriebswerk Rendsburg war ein Bahnbetriebswerk (Bw) der Reichsbahndirektion Hamburg und der späteren Bundesbahndirektion Hamburg. Das Betriebswerk lag südöstlich des Bahnhofes Rendsburg. Die Auflösung der selbstständigen Dienststelle erfolgte 1954.

## Geschichte
Der Bahnhof Rendsburg liegt an der Neumünster–Flensburg. Unweit nördlich bzw. südlich zweigen von dieser Strecke die Strecken Büdelsdorf–Husum und Kiel-Hassee–Osterrönfeld ab. Zudem bestand nördlich des 1895 eröffneten Nord-Ostsee-Kanals die Güterzugstrecke Rendsburg-Glacis–Rendsburg-Obereider (km 1,5), sowie eine normalspurige Verbindungsbahn zur schmalspurigen Rendsburger Kreisbahn, südlich des Kanals die ebenfalls nur dem Güterverkehr dienende Bahnstrecke Osterrönfeld–Rader Insel.
Das Eröffnungsdatum des Betriebswerkes ist nicht bekannt. Allerdings mussten bereits ab der Eröffnung der Strecke Neumünster–Rendsburg am 18. September 1845 durch die Rendsburg-Neumünstersche Eisenbahn am Endbahnhof Lokomotiven behandelt werden.
Das Betriebswerk gehörte zum Maschinenamt Flensburg und war mit 60 Mitarbeitern die kleinste der vier Dienststellen des Maschinenamtes. Das Betriebswerk diente nur dem Einsatz und der Ausbesserung von Lokomotiven.

## Technische Ausstattung
Vor dem sechsständigen Lokschuppen war eine 17-Meter-Drehscheibe eingebaut. Dazu gab es einen Kohlenbansen, ein Übernachtungsgebäude und eine Schlackengrube. Zudem war eine Tankanlage vorhanden.

## Einsatzgebiet

Dienstplan Bw Rendsburg 1937

Die Rendsburg berührende Strecke Neumünster–Flensburg war fest in der Hand der Lokomotiven aus den Betriebswerken in Hamburg und Flensburg. So blieb der Güter- und Personenzugdienst auf den Nebenbahnen nach Kiel und Husum als Hauptaufgabe für die Lokomotiven der Dienststelle.

## Lokbestand
Am 31. Oktober 1925 waren beim Bw Rendsburg folgende Lokomotiven beheimatet:
- für Personenzüge die Baureihe 36 mit 36 062, 087, 089, 292, 385, 391
- für Nahgüterzüge die Baureihe 54 mit 54 891, 1003, 1006
- für Rangieraufgaben die Baureihe 89 mit 89 7323, 7324.

1928 kamen die ersten Einheitslok der Baureihe 86 aus Neulieferungen direkt ab Werk nach Rendsburg, 1933 wurden zudem Lokomotiven der Baureihe 64 ab Werk hier eingesetzt.
1933 betrug der Lokbestand elf Lokomotiven: drei Stück Baureihe 36, fünf Stück Baureihe 86, ein Stück Baureihe 89 und zwei Stück Baureihe 91.3.
Eine Übersichtsliste zeigt zudem, dass dem Betriebswerk Einzelexemplare der Diesellok-Baureihen V 20 und V 36 zugeteilt wurden.
Am 1. Juli 1950 hatte das Betriebswerk drei Lokomotiven der Baureihe 64 (027, 028 und 350) im Bestand.